# Дружинин, Василий Михайлович
Василий Михайлович Дружинин (9 декабря 1840, Рязань—1900, Вятка) — российский архитектор.

## Биография
Родился в семье канцеляриста Михаила Васильевича Дружинина. Когда мальчику было 11 лет, отец перевёз семью в Вятку, где Василий поступил в Вятскую гимназию. Окончил Строительное училище в Санкт-Петербурге (1864) архитекторским помощником с чином X класса (губернский секретарь) и направлен на строительство Кругобайкальской железной дороги. В Вятке служил с 1874 по 1900 годы. В 1869 году удостоен звания инженер-архитектора. Земский архитектор с одновременным исполнением обязанностей городского архитектора (1874—1882), младший архитектор, младший инженер губернского строительного отделения (1880—1884), вятский губернский архитектор (1884—1893), вятский губернский инженер (1894—1896).